# Plum (Pensilvania)
Plum es un borough ubicado en el condado de Allegheny en el estado estadounidense de Pensilvania. En el año 2020 tenía una población de 27.144 habitantes y una densidad poblacional de 361.4 personas por km².

## Geografía
Plum se encuentra ubicado en las coordenadas 40°29′55″N 79°45′16″O / 40.49861, -79.75444.

## Demografía
Según la Oficina del Censo en 2000 los ingresos medios por hogar en la localidad eran de $48,386 y los ingresos medios por familia eran $52,807. Los hombres tenían unos ingresos medios de $40,788 frente a los $27,722 para las mujeres. La renta per cápita para la localidad era de $20,863. Alrededor del 5.3% de la población estaba por debajo del umbral de pobreza.